# Carlo Maurilio Lerici
Pour les articles homonymes, voir Lerici.
Carlo Maurilio Lerici est un ingénieur milanais qui inventa, avec l'école polytechnique de Milan, des techniques d'investigation non-invasives électriques pour découvrir l'emplacement de cavités dans le sol contenant des tombes étrusques enfouies. 
Les nombreuses  découvertes entreprises sur le site de la nécropole de Monterozzi exigèrent de permettre un choix dans les fouilles et la fondation, qu'il créa en 1947 (la Fondazione Lerici (it)), mis au point en 1958 le périscope Nistri.
Ce matériel permis de repérer les tombes peintes et leur état de conservation avant toute intrusion, car de nombreux lieux avaient été profanés par les tombaroli.